# Tous les héros sont morts
Pour plus de détails, voir Fiche technique et Distribution.
Tous les héros sont morts (The Hell with Heroes) est un film américain, sorti en 1968.

## Fiche technique
- Titre original : The Hell with Heroes
- Titre français : Tous les héros sont morts
- Réalisation : Joseph Sargent
- Scénario : Harold Livingston et Halsted Welles
- Photographie : Bud Thackery
- Musique : Quincy Jones
- Pays d'origine : États-Unis
- Format : Couleurs - 2,35:1 - Mono
- Genre : drame
- Date de sortie : 1968
- Affiche : Constantin Belinsky (France)

## Distribution
- Rod Taylor : Brynie MacKay
- Claudia Cardinale : Elena
- Harry Guardino : Lee Harris
- Kevin McCarthy : Colonel Wilson
- Pete Duel : Mike Brewer
- William Marshall : Al Poland
- Don Knight : Pepper
- Wilhelm von Homburg : Hans
- Émile Genest : Inspecteur Bouchard
- Sid Haig : Crespin